# پچی (مجارستان)
پِچِی (به مجاری:  Pécsely) یک شهرداری در مجارستان است که در ناحیه بالاتون‌فورد واقع شده‌است. پچلی ۲۰٫۰۱ کیلومتر مربع مساحت و ۵۶۲ نفر جمعیت دارد.